# Biskupice Oławskie

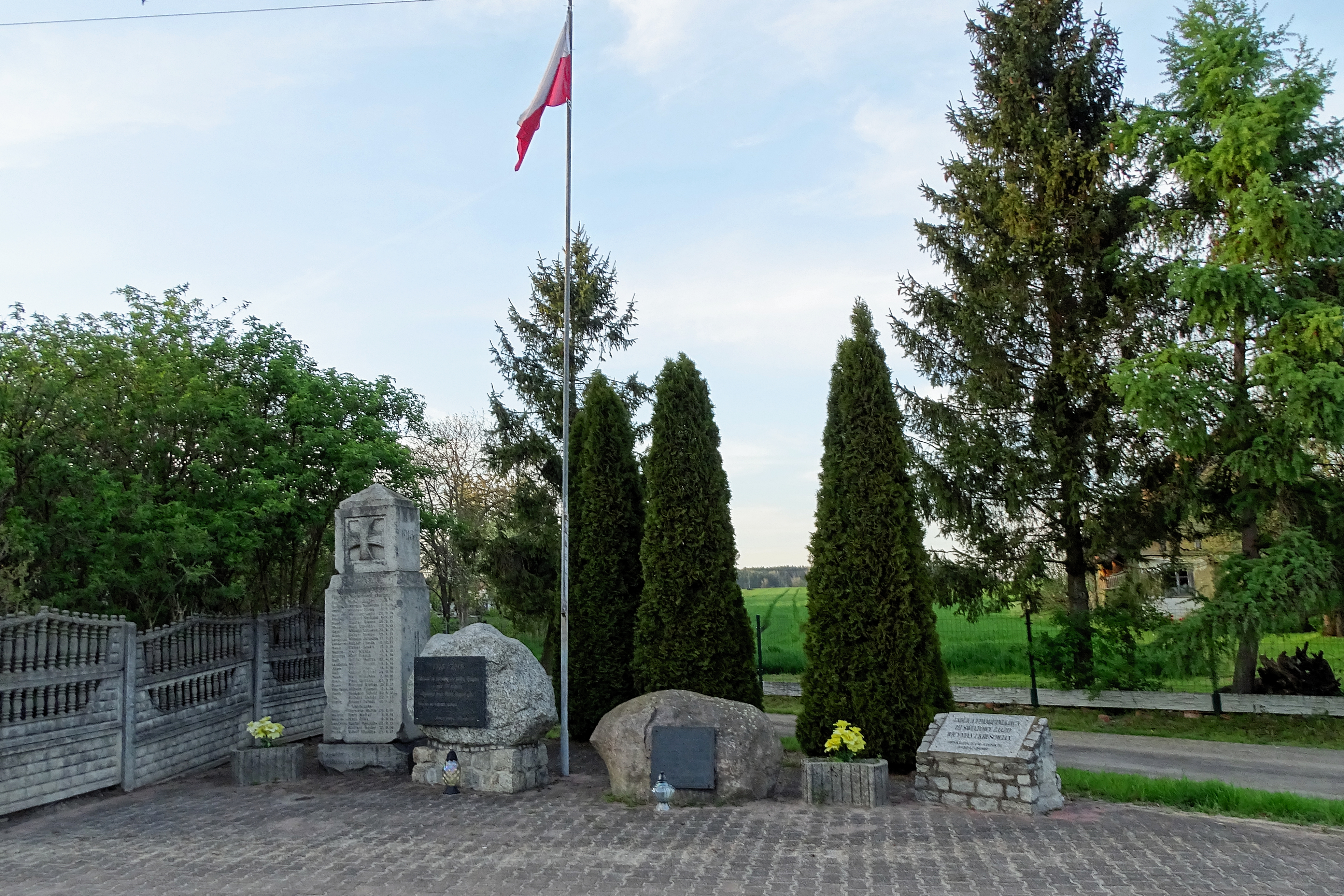
Denkmäler im Ort

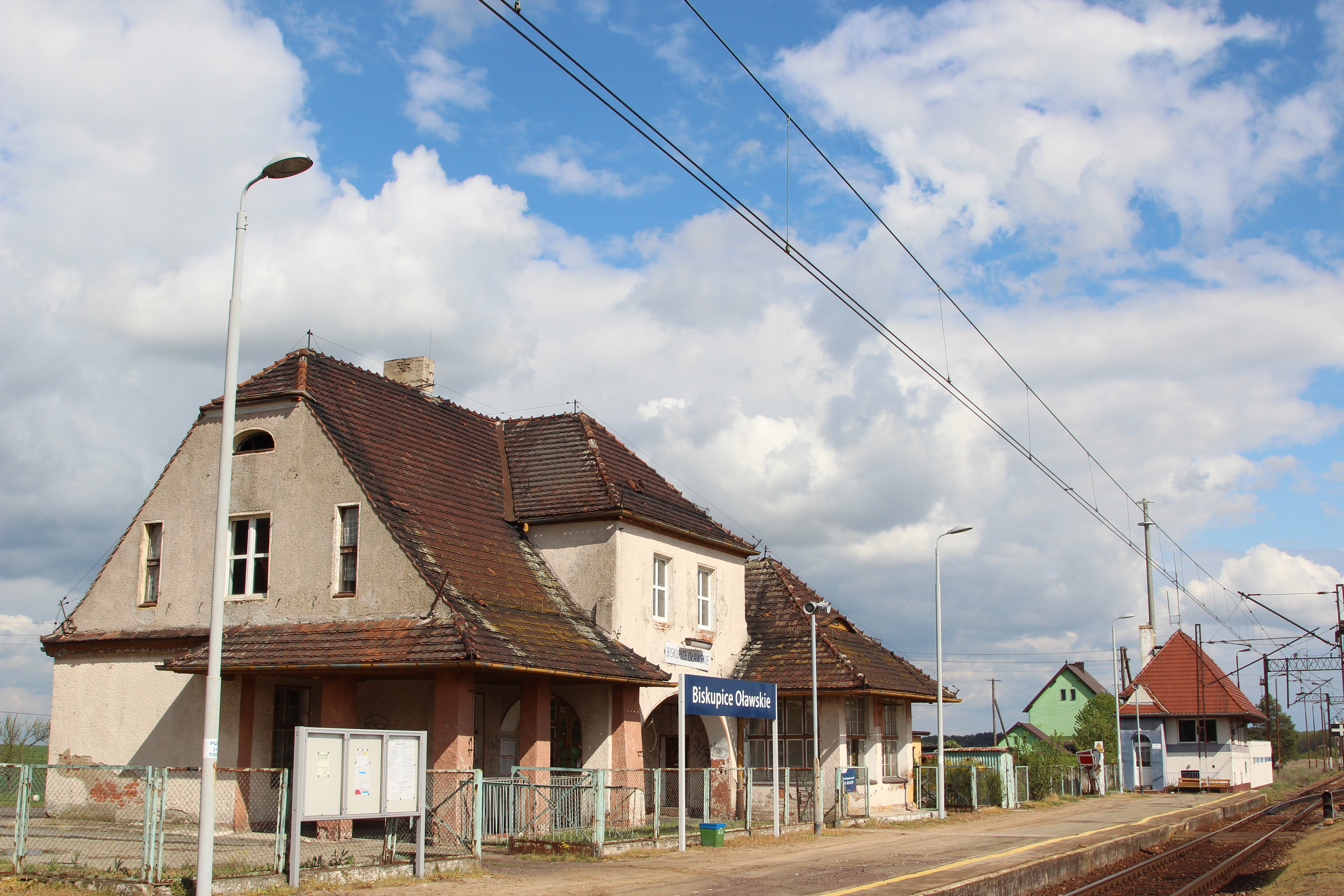
Bahnhof Biskupice Oławskie

Biskupice Oławskie (deutsch: Bischwitz, auch Bischwitz über der Oder) ist ein Ort in der Stadt- und Landgemeinde Jelcz-Laskowice im Powiat Oławski der Woiwodschaft Niederschlesien in Polen.
Ortsteil von Biskupice Oławskie ist der Weiler Celina (Zelline).

## Geographie
Das Angerdorf Biskupice Oławskie liegt 18 Kilometer östlich von Jelcz-Laskowice (Jeltsch-Laskowitz), 18 Kilometer nordöstlich von Oława (Ohlau) und rund 44 Kilometer südöstlich von Breslau in der Nizina Śląska (Schlesische Tiefebene). Umgeben ist der Ort von weitläufigen Waldgebieten. Östlich und nördlich liegt die Grenze zur Woiwodschaft Opole.
Durch den Ort verläuft die Woiwodschaftsstraße Droga wojewódzka 346. Die Bahnstrecke Opole–Jelcz-Laskowice hat einen Haltepunkt in Biskupice Oławskie.
Nachbarorte von Biskupice Oławskie sind im Nordosten Brzozowiec (Wilhelminenort), im Südosten Borucice (Baruthe), im Südwesten Wójcice (Steindorf) und im Nordwesten Minkowice Oławskie (Minken).

## Geschichte
„Biscopitz“ wurde erstmals im Jahre 1305 erwähnt. 1471 ist es als Byscupitz belegt.
Nach dem Ersten Schlesischen Krieg 1742 fiel Bischwitz zusammen mit dem größten Teil Schlesiens an Preußen. 1783 zählte der Ort 17 Bauernstellen.
Nach der Neugliederung Preußens gehörte die Landgemeinde Bischwitz ab 1815 zur Provinz Schlesien und war ab 1816 dem Landkreis Ohlau eingegliedert, mit dem sie bis 1945 verbunden blieb. 1874 wurde der Amtsbezirk Minken gegründet, dem die Landgemeinden Bischwitz über der Oder, Minken und Rodeland eingegliedert wurden. 1885 zählte der Ort 596 Einwohner.
1933 wurden für Bischwitz 660 Einwohner gezählt, 1939 waren es 653 Einwohner.
Als Folge des Zweiten Weltkriegs fiel Bischwitz mit dem größten Teil Schlesiens 1945 an Polen. Nachfolgend wurde es in Biskupice Oławskie umbenannt und der Woiwodschaft Breslau zugewiesen. Die deutsche Bevölkerung wurde, soweit sie nicht vorher geflohen war, weitgehend vertrieben. Die neu angesiedelten Bewohner waren teilweise Zwangsumgesiedelte aus Ostpolen, das an die Sowjetunion gefallen war. Seit 1999 gehört Biskupice Oławskie zum Powiat Oławski in der Woiwodschaft Niederschlesien. 

## Sehenswürdigkeiten
- Die römisch-katholische Kirche Unserer Lieben Frau von den Engeln (Kościół NMP Królowej Aniołów) wurde 1957 errichtet und am 15. Dezember 1957 geweiht.[4]
- Denkmal für die Gefallenen des Ersten Weltkriegs
- Denkmal für die ehemaligen Bewohner des Dorfes
- Glockenkapelle auf dem Dorffriedhof
- Empfangsgebäude des Bahnhofs Biskupice Oławskie

## Vereine
- Freiwillige Feuerwehr OSP Biskupice Oławskie

## Söhne und Töchter des Ortes
- Alfons A. Nehring (1890–1967), deutscher Sprachwissenschaftler